# Werner Wichtig
Werner Wichtig (* 15. Januar 1962 als Raymund Thielecke; † 6. Oktober 1992) war ein deutscher Sänger. Das Stück Pump ab das Bier machte ihn 1989 zum One-Hit-Wonder.

## Werdegang
Der gelernte Großhandelskaufmann nahm 1989 Pump ab das Bier, eine deutschsprachige Coverversion des Hits Pump Up the Jam des belgischen Danceprojekts Technotronic auf. Die Single stieg im Februar 1990 binnen zweier Wochen an die Spitze der deutschen Charts und hielt diesen Platz drei Wochen. Kurze Zeit später erreichte der Song Platz 3 in Österreich und der Schweiz. Produziert wurde die Single von Frank Meyer-Thurn.
Werner Wichtig veröffentlichte die Single zunächst unter dem Namen „Werner“ und profitierte dabei von dem damaligen Kult um die gleichnamige Comicfigur Werner. Auf Einspruch des Comiczeichners Rötger Feldmann alias Brösel akzeptierte er einen Namenszusatz und nannte sich ab da „Werner Wichtig“.
Mit seiner zweiten Single Kebab (Jetzt kommt Maradona), eine Anspielung auf den argentinischen Fußballer Diego Maradona, die nach dem gleichen Muster auf Basis des Technotronic-Hits Get Up rechtzeitig zur Fußball-Weltmeisterschaft 1990 erschien, verfehlte er allerdings die Charts. Auch die Veröffentlichungen Bumm Bumm Bum (1991) und Let’s Talk About Sex – Deutsche Originalversion (1992) floppten. Er starb im Oktober 1992 im Alter von 30 Jahren an den Folgen eines Herzinfarkts.

## Diskografie

### Singles
- 1989: Pump ab das Bier
- 1990: Kebab (Jetzt kommt Maradona)
- 1991: Bumm Bumm Bumm
- 1992: Let’s Talk About Sex – Deutsche Originalversion
- 1998: Pump ab das Bier ’98